# Winfried Bölke
Winfried Bölke (Genthin, 25 maggio 1941 – Dortmund, 26 gennaio 2021) è stato un ciclista su strada, pistard e ciclocrossista tedesco.
Professionista dal 1963 al 1972 vinse tre edizioni dei Campionati tedeschi di ciclismo su strada in linea fra i professionisti.
Nel 1963 fu medaglia di bronzo ai Campionati del mondo dilettanti di Renaix.

## Carriera
Winfried Bölke fu uno dei migliori ciclisti tedeschi della sua epoca, dopo aver vinto due volte i campionati nazionali su strada fra i dilettanti ed essersi aggiudicato la medaglia di bronzo ai mondiali della categoria di Renaix venne ingaggiato dalla Peugeot nel 1964.
Al primo anno fra i professionisti chiuse al secondo posto i Campionati tedeschi in linea dietro Rudi Altig e fu quarto al Giro del Belgio, inoltre vinse tre corse di buon livello.
Fra il 1964 ed il 1967 si aggiudicò per tre volte consecutive i Campionati tedeschi, eguagliando in questo modo Hans Junkermann, che aveva fatto la tripletta fra il 1959 ed il 1961, diventando, a tutt'oggi, il secondo ed ultimo ciclista tedesco a riuscire in tale impresa; Bölke peraltro sfiorò addirittura la quaterna con il secondo posto del 1968 dietro Rolf Wolfshohl.
Nel 1967 prese parte al suo primo Tour de France, ottenendo come miglior risultato il secondo posto nella sesta tappa vinta dal belga Herman Van Springel; nella Grande Boucle dell'anno successivo non ebbe miglior fortuna ritirandosi nel corso della dodicesima tappa.
Dal 1962 al 1970, prima fra i dilettante e poi fra i professionisti, fece parte della selezione tedesca occidentale ai Campionati del mondo di ciclismo su strada.
Contemporaneamente all'attività su strada si dedicò anche alla pista, gareggiando soprattutto nel circuito delle Sei giorni tedesche ed ottenendo la vittoria nei Campionati nazionali nella prova del Madison, disciplina in cui rappresentò la Germania Ovest in due edizioni dei campionati europei, ed al ciclocross, fu decimo ai Mondiali di Calais nel 1963.

## Palmares

### Strada
- 1962 (Dilettanti, una vittoria)

Campionati tedeschi, Prova in linea dilettanti
- 1963 (Dilettanti, tre vittorie)

Campionati tedeschi, Prova in linea dilettanti
Rund um Köln dilettanti
Wartenberg-Rundfahrt
- 1964 (Peugeot, tre vittorie)

2ª tappa, 2ª semitappa Tour de l'Oise (Beauvais > Creil)
Classifica generale Tour de l'Oise
5ª tappa Volta Ciclista a Catalunya (? > Tarragona)
- 1965 (Peugeot, una vittoria)

Campionati tedeschi, Prova in linea
- 1966 (Peugeot, due vittorie)

Campionati tedeschi, Prova in linea
3ª tappa Parigi-Lussemburgo (Épinal > Lussemburgo)
- 1967 (Peugeot, una vittoria)

Campionati tedeschi, Prova in linea
- 1968 (Peugeot, una vittoria)

Maaslandse Pijl
- 1969 (Peugeot, una vittoria)

Grand Prix Saint Raphael
- 1970 (Batavus, una vittoria)

Kaistenberg Rundfahrt

### Altri successi
- 1966 (Peugeot, una vittoria)

Vayrac (criterium)
- 1970 (Batavus, una vittoria)

Porz am Rhein (criterium)

### Pista
- 1967 (Peugeot, una vittoria)

Campionati tedeschi, Madison (con Klemens Großimlinghaus)

## Piazzamenti

### Grandi giri
- Tour de France

1967: ritirato (8ª tappa)
1968: ritirato (12ª tappa)

### Classiche monumento
- Giro delle Fiandre

1966: 38º
- Liegi-Bastogne-Liegi

1964: 23º
1968: 39º
1970: 30º

### Competizioni mondiali
- Campionati del mondo su strada

Salò 1962 - In linea dilettanti 4º
Renaix 1963 - In linea dilettanti 3º
Sallanches 1964 - In linea: ?
San Sebastián 1965 - In linea: 24º
Nürburgring 1966 - In linea: 16º
Heelren 1967 - In linea: ?
Imola 1968 - In linea: ?
Zolder 1969 - In linea: 20º
Leicester 1970 - In linea: 69º
- Campionati del mondo di ciclocross

Calais 1963: 10º

### Competizioni continentali
- Campionati europei su pista

1968 - Madison 9º
1969 - Madison 7º